# Kościół Reformacji w Hilden
Kościół Reformacji (niem. Reformationskirche) – późnoromańska, luterańska świątynia parafialna, znajdująca się w niemieckim mieście Hilden, w kraju związkowym Nadrenia Północna-Westfalia, przy rynku miejskim (niem. Markt).

## Historia
Przed wzniesieniem dzisiejszej świątyni w tym miejscu stały trzy inne budowle sakralne. Budowę obecnego kościoła zakończono około roku 1225, najpóźniej w roku 1345 nadano mu wezwanie św. Jakuba Starszego. W 1536 dobudowano zakrystię. W 1650, podczas wojny trzydziestoletniej, świątynie przekazano protestantom i odtąd znano go jako kościół ewangelicki. W 1695 wieża uległa zawaleniu, po czym została odbudowana z użyciem gruzów poprzedniej konstrukcji. Około roku 1900 usunięto tynk pokrywający elewacje. W 1958, w celu rozróżnienia świątyni od nowo wybudowanego kościoła Odkupiciela, nadano mu miano Kościoła Reformacji. W latach 1965–1968 przeprowadzono tu prace archeologiczne, a w latach 2017–2018 budynek gruntownie odrestaurowano.

## Architektura
Świątynia późnoromańska, trójnawowa, o układzie bazylikowym. Korpus nawowy wzniesiono na planie sześcianu o krawędzi 14 metrów, nawa główna jest dwukrotnie szersza niż nawy boczne. W nawach bocznych ustawiono empory wznoszące się na sklepieniach krzyżowych, co jest rzadkością w Nadrenii i świadczy o wysokiej klasie architektonicznej świątyni. Do zakończonego absydą prezbiterium dostawiona jest późnogotycka zakrystia.

## Wyposażenie
Do kościoła od południa wchodzi się przez brązowe, dwuskrzydłowe drzwi, wykonane w 1973 roku przez Ulricha Henna, ze scenami sądu ostatecznego na podstawie Ewangelii Mateusza. Ołtarz, ambona i chrzcielnica zostały wymienione podczas remontu w latach 2017–2018.
Na emporze w 1754 ustawiono 12-głosowe organy z warsztatu Johanna Wilhelma Schölera z Bad Ems. W 1897 organmistrz Ernst Seifert wymienił trakturę mechaniczną na pneumatyczną oraz dodał do nich pedał umożliwiający basowe brzmienie instrumentu, a w 1940 organy rozbudowano do 28 głosów. W 1970 w barokowy prospekt wstawiono zupełnie nowy instrument, wykonany przez przedsiębiorstwo Karla Schukego z Berlina, o dwóch manuałach i 23 głosach. Podczas remontu w 2016 liczbę głosów zwiększono do 24. Od 2020 roku w zwykle pierwszą sobotę miesiąca w kościele organizowane są koncerty organowe.
Na wieży kościoła zawieszone są trzy stalowe dzwony, o tonach h0, d' i f', bijące o godzinie 8:00, 12:00 i 18:00 oraz gongi zegarowe z 1887 roku. Mechanizm zegara pochodzi z roku 1888.

## Galeria

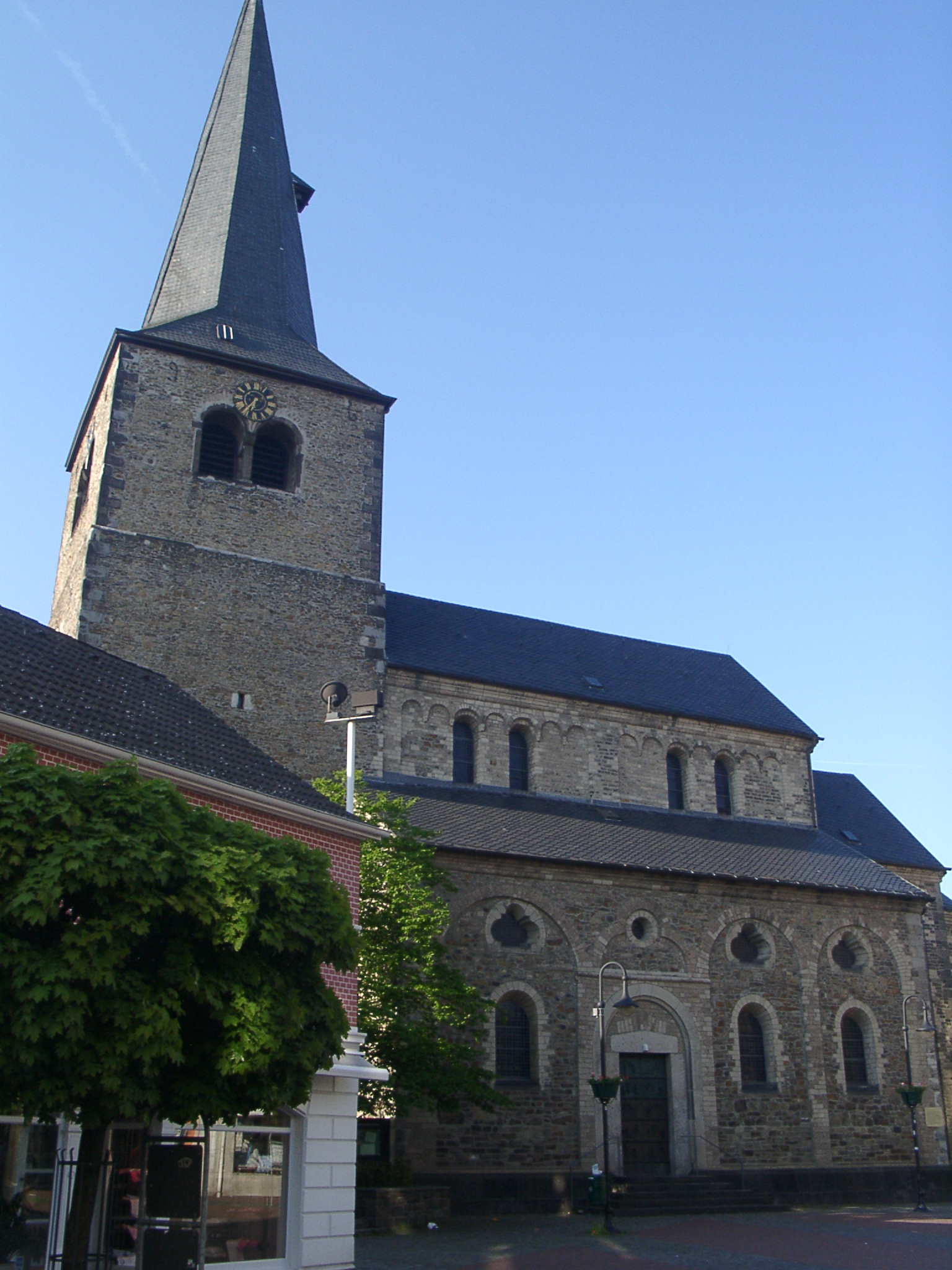
Południowa elewacja
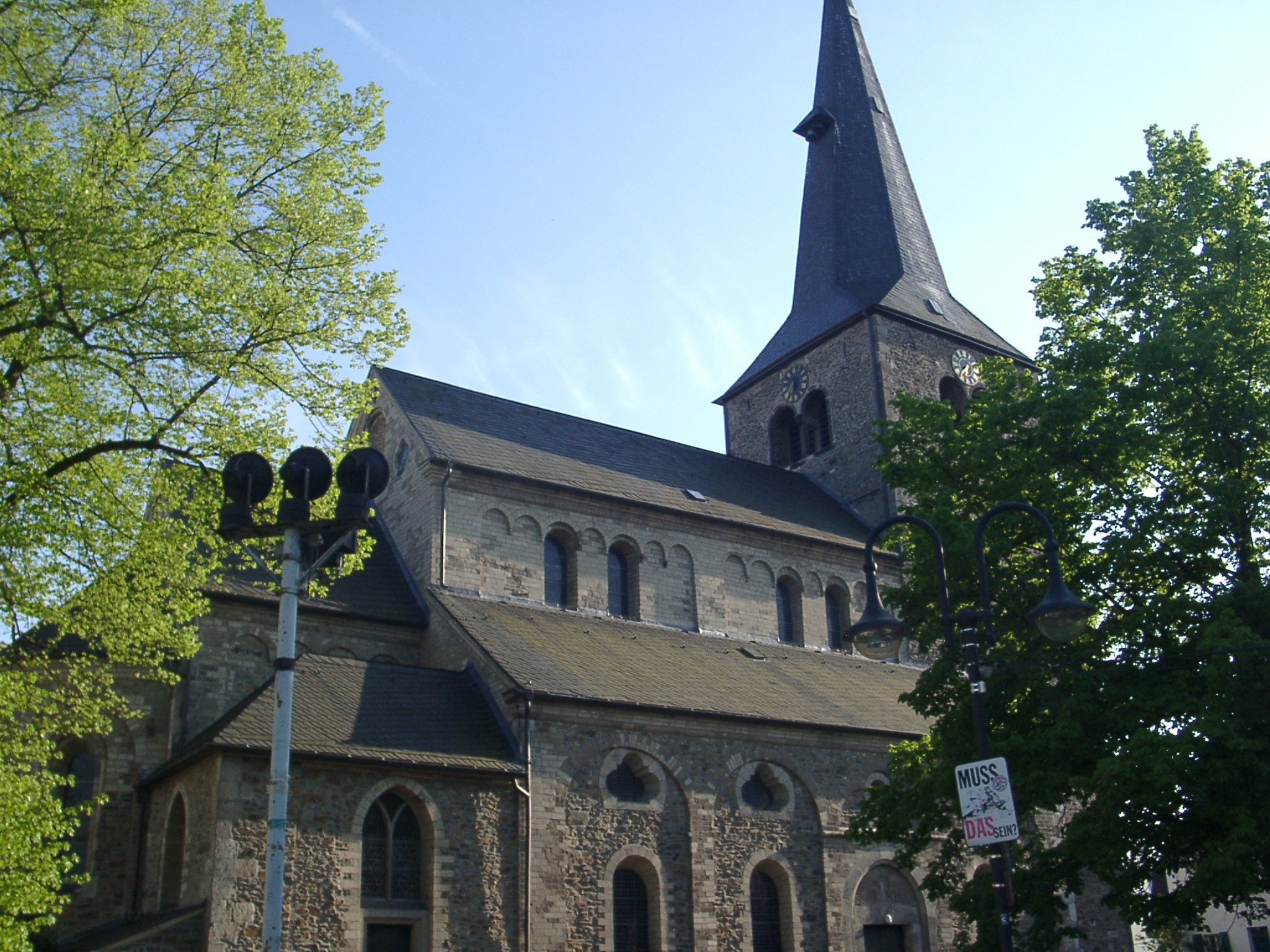
Widok z północy
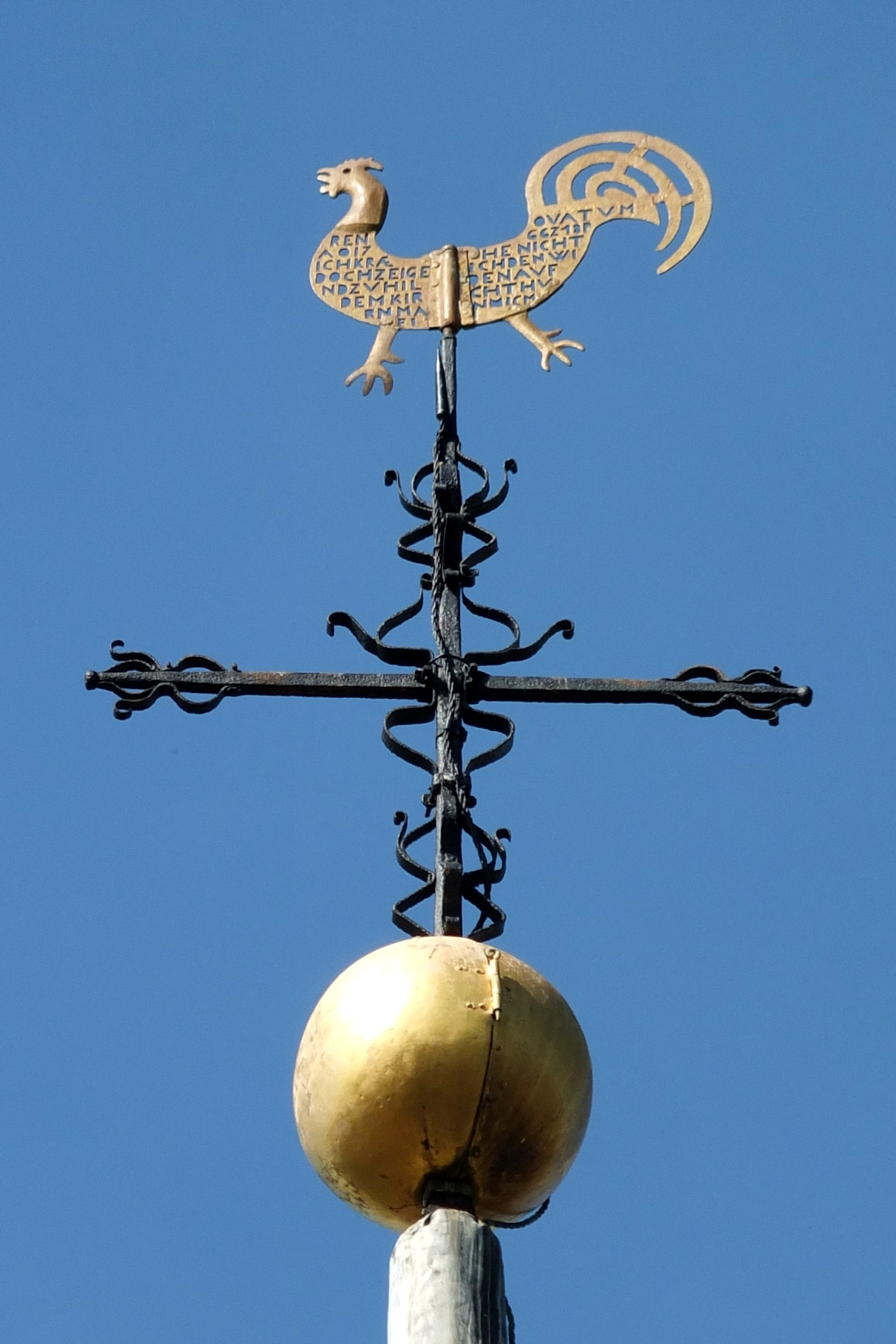
Krzyż i kogut wieńczący wieżę
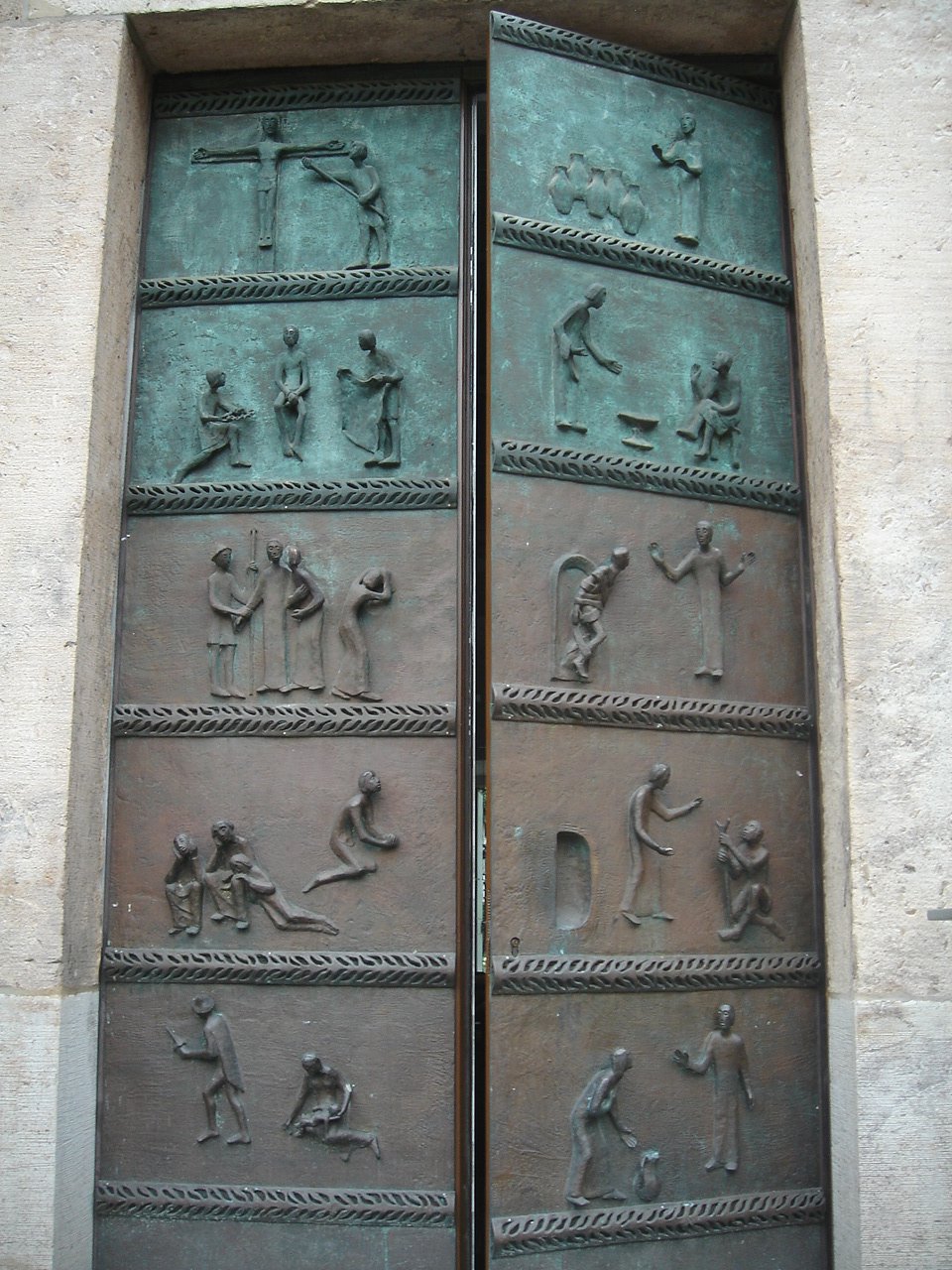
Brązowe drzwi
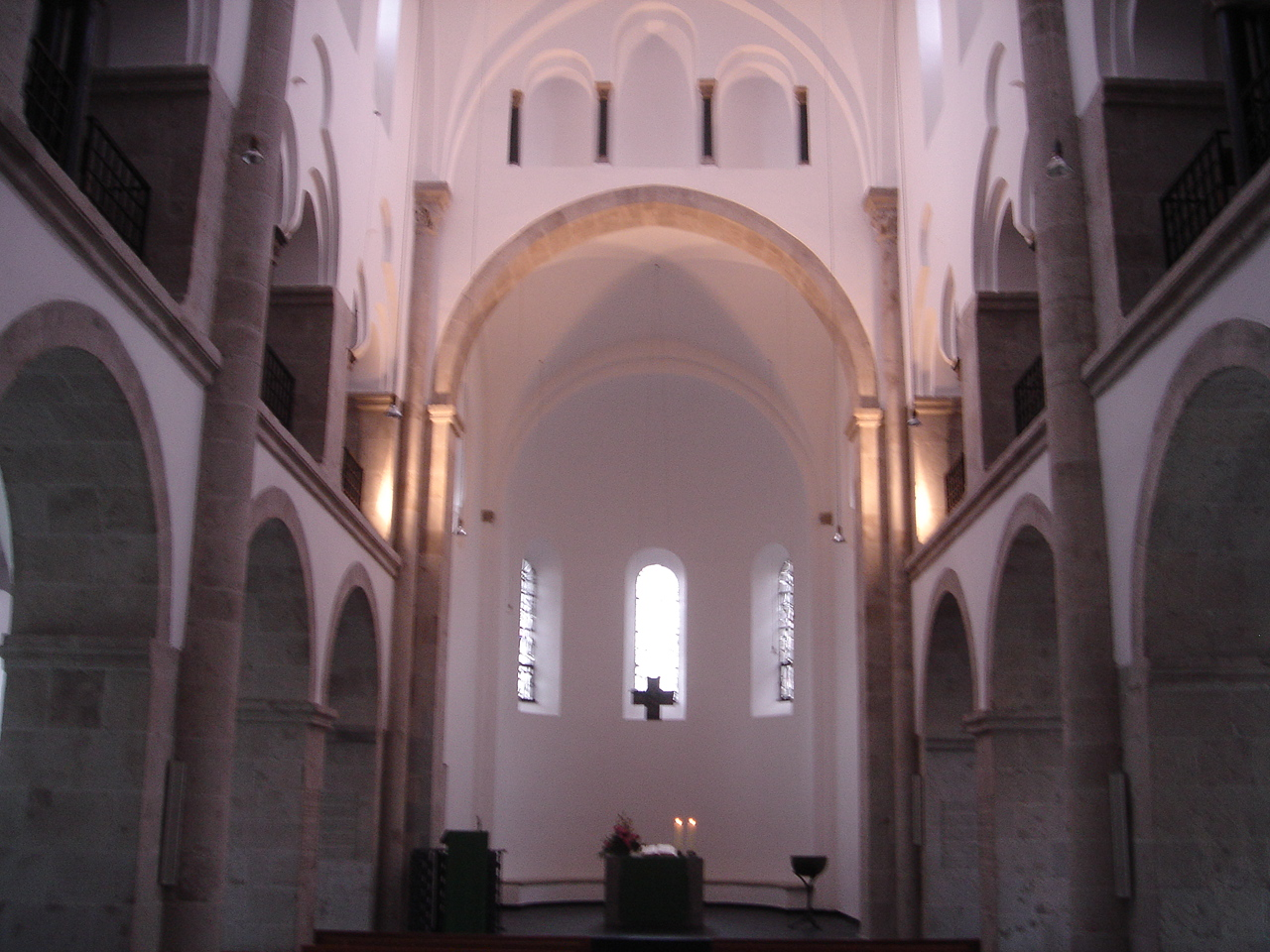
Wnętrze
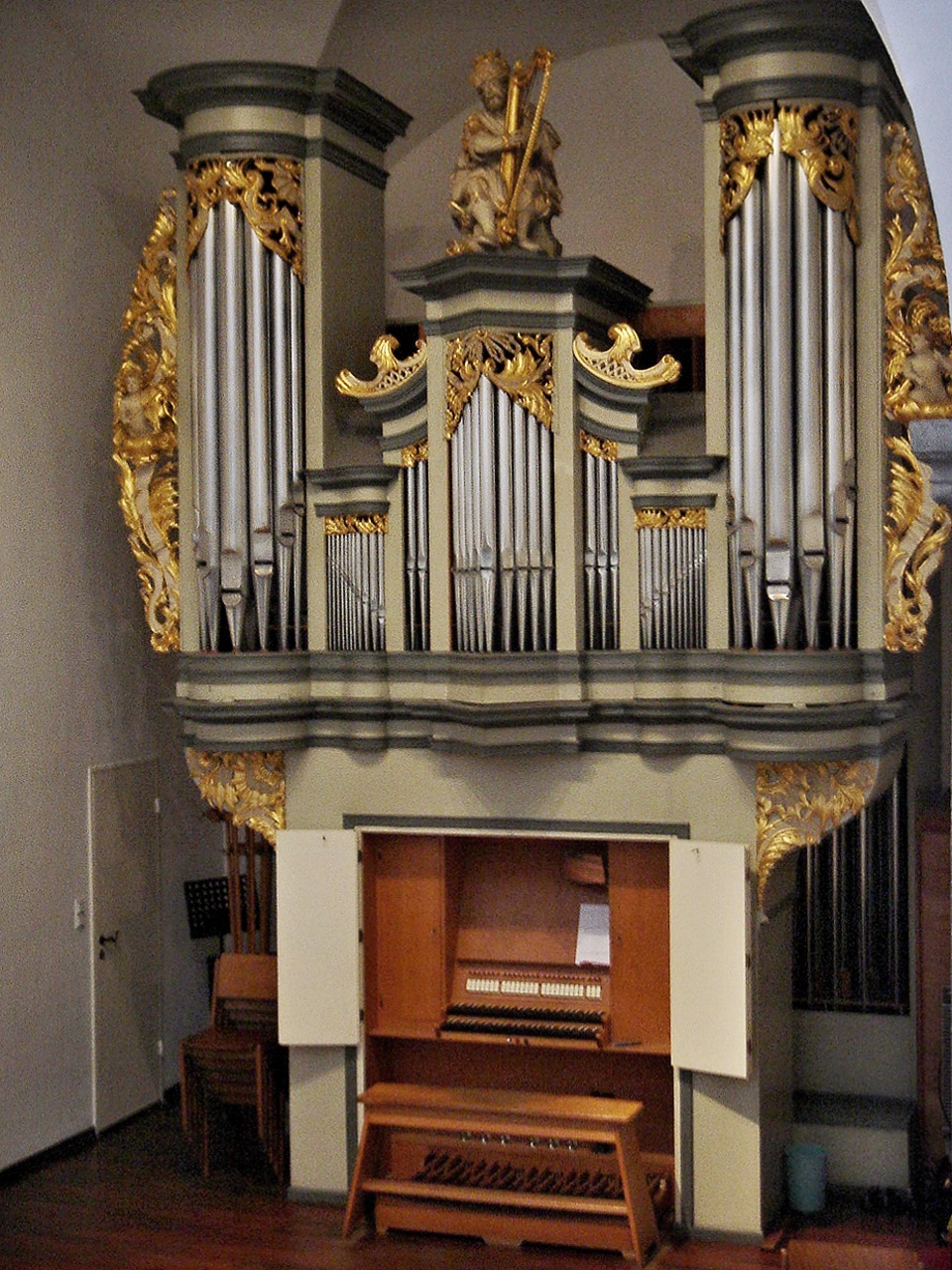
Organy
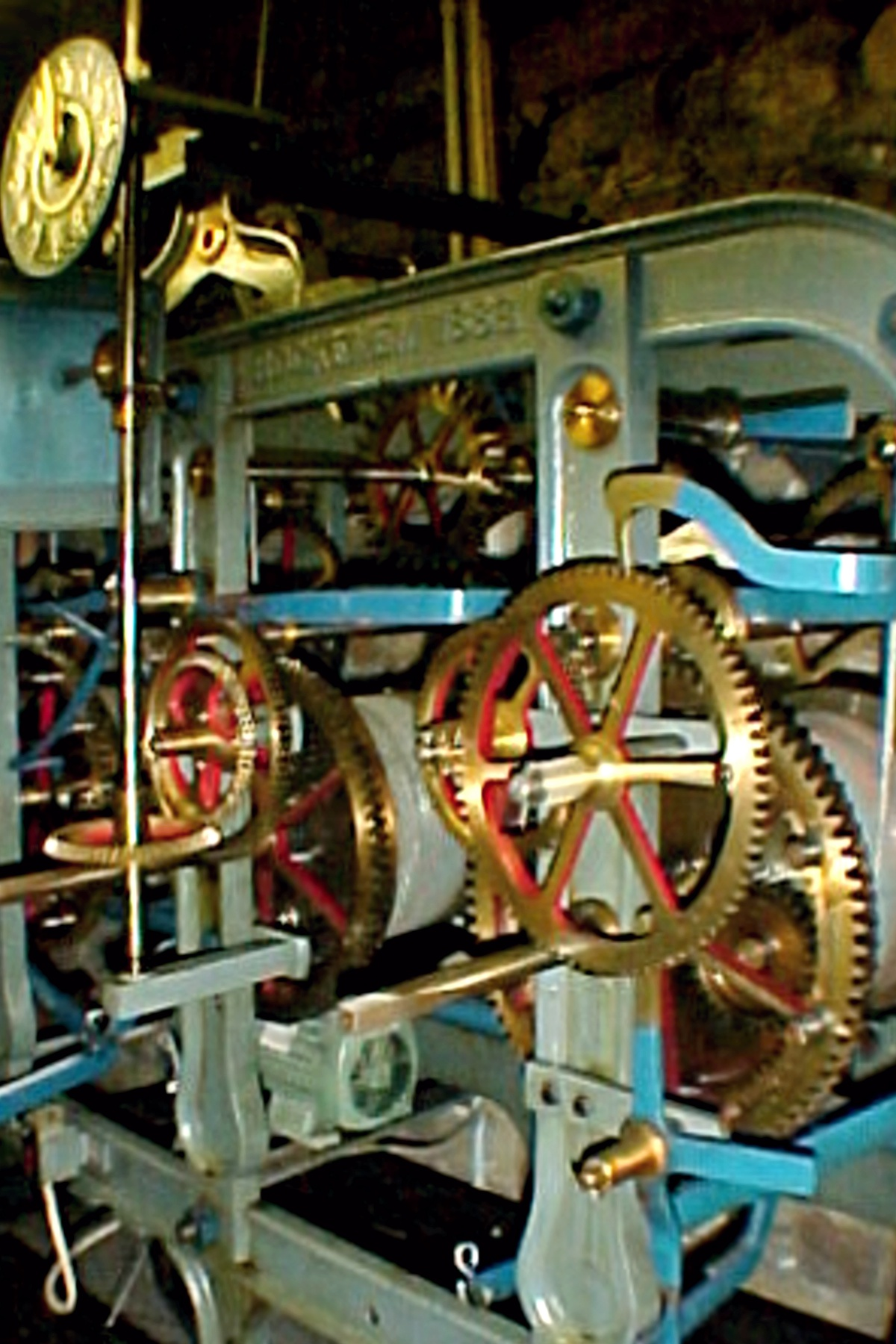
Mechanizm zegara